# Lubomír Zaorálek

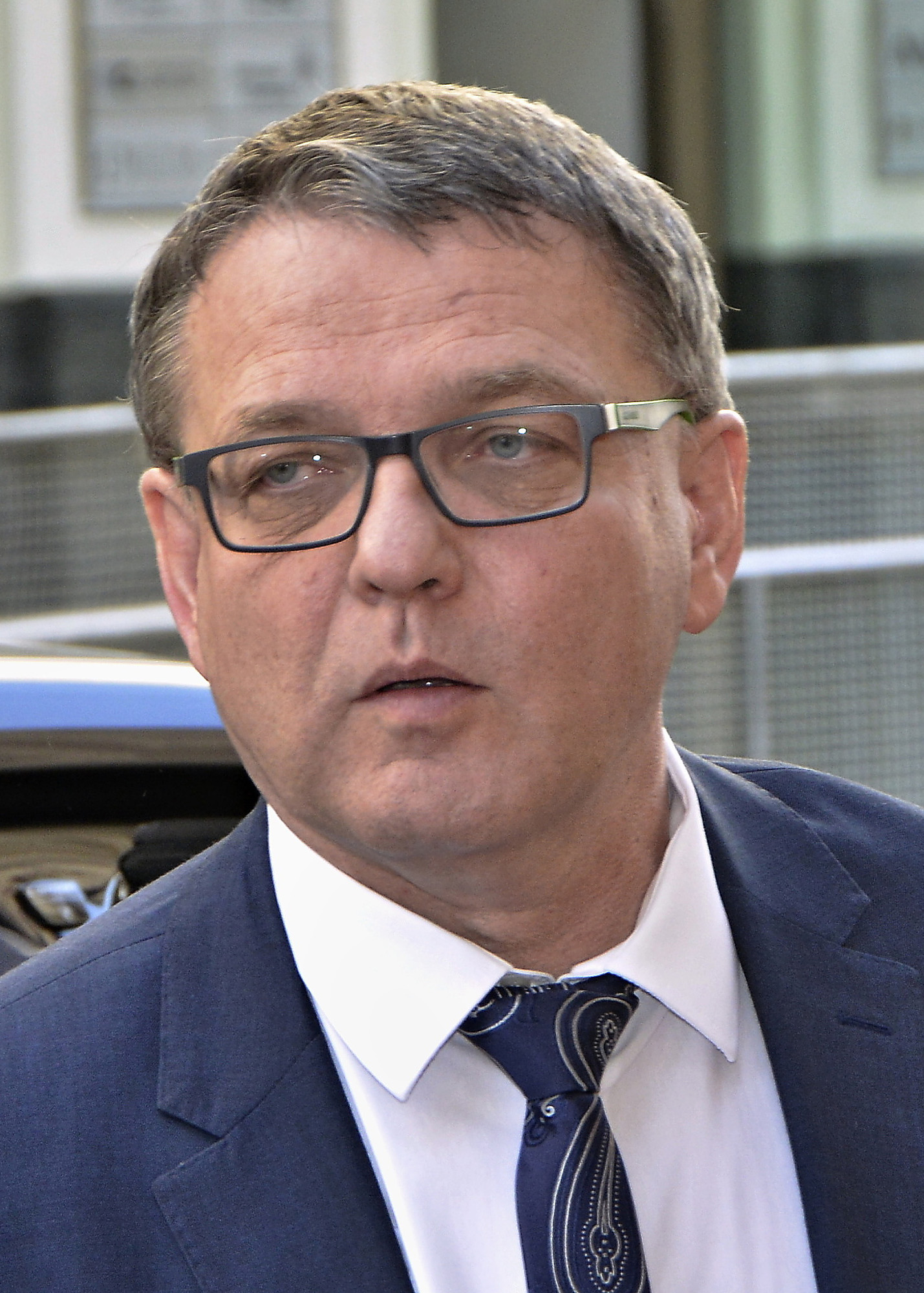
Lubomír Zaorálek en 2014.

Ing. Lubomír Zaorálek (n. Ostrava, 6 de septiembre de 1956) es un político checo. Ha sido miembro de la Cámara de Diputados de la República Checa desde 1996. De 2002 a 2006, fue Presidente de la Cámara de Diputados de la República Checa. Está divorciado y tiene tres hijos.